# Binnenmaas
Binnenmaas este o comună în provincia Olanda de Sud, Țările de Jos. 

## Localități componente
Blaaksedijk, De Wacht, Goidschalxoord, 's-Gravendeel, Greup, Heinenoord, Kuipersveer, Maasdam, Mijnsheerenland, Puttershoek, Schenkeldijk, Sint Anthoniepolder, Westmaas.